# John Ratcliffe
John Lee Ratcliffe (Mount Prospect, 20 oktober 1965) is een Amerikaans politicus en advocaat en is sinds 23 januari 2025 de negende directeur van de Central Intelligence Agency (CIA). Eerder was hij van 2020 tot 2021 de zesde directeur van de nationale inlichtingendienst en diende van 2015 tot 2020 in het Huis van Afgevaardigden van de Verenigde Staten.

## Biografie
Ratcliffe studeerde af aan de University of Notre Dame in 1987 met een Bachelor of Arts in overheids- en internationale studies en aan de Southern Methodist University School of Law met een Juris Doctor in 1989.
Na zijn afstuderen begon Ratcliffe als advocaat in de privépraktijk; hij verliet zijn advocatenkantoor in 2004 om aan te sluiten bij het kantoor van de Amerikaanse procureur voor het oostelijke district in Texas.
Ratcliffe werd gekozen als burgemeester van de stad Heath in de staat Texas. Hij bekleedde deze functie van juni 2004 tot en met mei 2012.
Eind 2013 kondigde Ratcliffe aan dat hij het zou opnemen tegen congreslid Ralph Hall van het 4e district van Texas. Hall zat al 17 termijnen lang in het Huis van Afgevaardigden, en was op 91-jarige leeftijd het oudste lid van het congres. Ratcliffe versloeg Hall met 53 procent van de stemmen. Bij de algemene verkiezing in 2014 had Ratcliffe geen tegenkandidaat waardoor hij zitting kon nemen in het Huis van Afgevaardigden.
President Donald Trump maakte op 28 juli 2019 bekend dat hij Ratcliffe wilde voordragen als opvolger voor Dan Coats, voor de functie directeur van de nationale inlichtingendienst. Op 2 augustus 2019 zei Trump in een tweet dat hij Ratcliffe's nominatie zou terugtrekken omdat hij 'oneerlijk' zou zijn behandeld door de media. Uiteindelijk maakte Trump de nominatie toch publiekelijk op 28 februari 2020. De Senaat stemde op 21 mei 2020 over de nominatie, met 49 stemmen voor en 44 tegen.
Na het verlaten van de regering-Trump werd Ratcliffe gasthoogleraar bij de Heritage Foundation. Hij kreeg daar de taak om China verantwoordelijk te houden voor de COVID-19-uitbraak. Ook is Ratcliffe betrokken bij Project 2025 om te helpen met beleidsaanbevelingen voor inlichtingenhervormingen.
In november 2024 werd Ratcliffe genomineerd door Trump om te dienen als de volgende directeur van de CIA. De Senaat bevestigde de nominatie op 23 januari 2025 met 72 stemmen voor en 25 tegen. Ratcliffe werd dezelfde dag nog beëdigd door vicepresident JD Vance. 

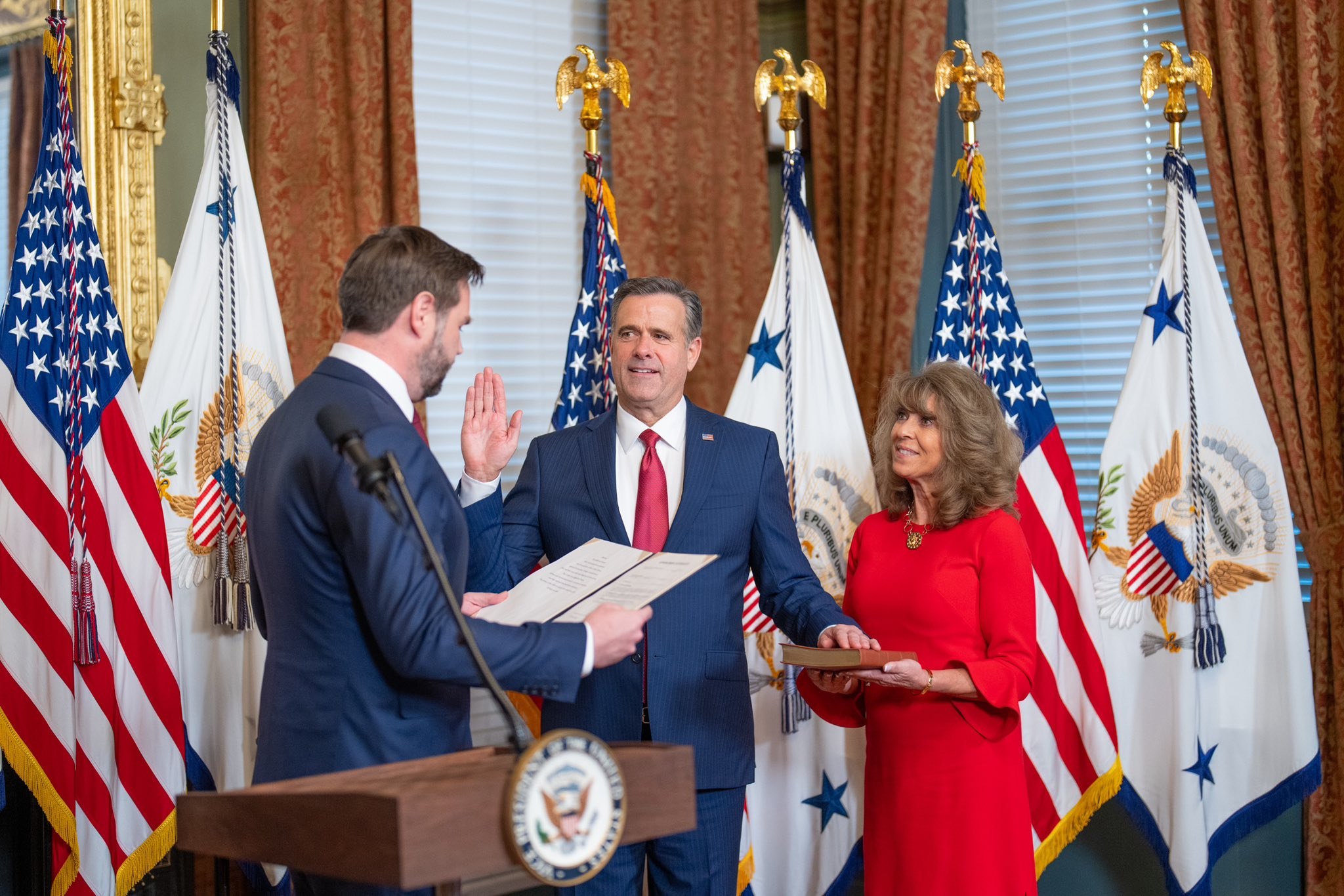
Vicepresident JD Vance beëdigt Ratcliffe op 23 januari 2025.